# Salder
Salder ist einer der insgesamt 31 Stadtteile der kreisfreien Stadt Salzgitter in Niedersachsen, gelegen in der Ortschaft Nord. Salder gehörte bis zum 31. März 1942 zum Landkreis Wolfenbüttel und wurde durch einen Verwaltungsakt am 1. April 1942 ein Teil der Großstadt Watenstedt-Salzgitter. Am 23. Januar 1951 wurde diese amtlich in Salzgitter umbenannt.

## Geographie

### Lage
Salder liegt nördlich der Lichtenberge, dem Nordwestteil des langgestreckten Salzgitter-Höhenzugs, der wiederum zum nördlichen Harzvorland gehört. Im Nordwesten geht die Ortschaft fast fließend in Lebenstedt über, den größten Stadtteil Salzgitters.

## Geschichte

### Ortsname
Salder wurde zum ersten Mal 1161 schriftlich erwähnt, als in einer Urkunde der Name Thidericus de Saldere genannt wird. Die Schreibweise des Ortsnamens variierte in der Vergangenheit wenig und es gibt nur seltene Abweichungen, so wird z. B. in einer Urkunde von 1428 ein Edverd von Zaldere genannt, 1569 wird der Ort als Saller genannt und 1623 ist von einem Bürger Christoff Gerd von Gr. Salter die Rede.
Zur Deutung des Ortsnamens gibt es unterschiedliche Meinungen, von denen sich aber keine durchsetzen konnte. Eine mögliche Deutung leitet den Namen vom althochdeutschen salhâ oder salaha für Salweide ab, einem Baum, der oft außerhalb von Feuchtgebieten wächst. Eine weitere Erklärung hält das lateinische Wort saltus, das für gebirgiges, waldiges Landstück oder Waldgebirge steht, für wahrscheinlich, was mit der Lage Salders auf einer leichten Anhöhe an der Fuhse erklärt werden kann.

### Entstehung des Ortes
Der Ort liegt auf einer Anhöhe an der Fuhse und an einer im Mittelalter wichtigen Heerstraße. Dies war der „Magdeburger Königsweg“ (Deitweg), ein Abschnitt des Rhein-Elbe-Weges, der von Hildesheim kommend an Lichtenberg und Salder vorbei über die Okerfurt bei Ohrum und weiter nach Halberstadt und Magdeburg führte. Das Tal der Fuhse ist bei Salder durch die herantretenden Berge verengt, so dass hier ein Übergang über den Fluss entstand, der neben dem Königsweg auch von vielen anderen Wegen benutzt wurde. Nahe dem Ort wurde schon um das Jahr 1000 eine kleine Burg angelegt, die dem Schutz und auch der Kontrolle dieses Überweges diente. Diese Burg, die in alten Karten von Salder als „Alter Hof“ oder „Kleiner Hof“ bezeichnet wird, war auch der erste Sitz des Geschlechtes von Saldern, das bereits im 12. Jahrhundert erwähnt wurde.
Der Ort war aber mit Sicherheit schon früher bewohnt. Dies belegen Grabungsfunde im Gebiet der heutigen Siedlung „Teichkamp“, die auf die frühe Römische Kaiserzeit datiert werden und die auf eine kontinuierliche Besiedlung zwischen dem 1. und 6. Jahrhundert hinweisen. Hierbei handelte es sich um eine kleinere germanische Anlage, die aus einigen verstreut stehenden Einzelgehöften bestand. Eine zweite Siedlung aus der frührömischen Kaiserzeit lag im Westen Salders, etwa auf dem Gelände des heutigen Friedhofs, eine weitere wird an der Grenze zum Stadtteil Heerte vermutet. Aus der Zeit nach dem 6. Jahrhundert liegen keine weiteren Funde vor, so dass nicht geklärt werden kann, ob der um 1000 angelegte Ort Salder sich aus diesen Siedlungen entwickelt hat oder ob es sich um eine Neuansiedlung handelte.
Der oberhalb der Fuhse liegende Ort war von einem Schutzwall umgeben, die Kirche stand in der Mitte des Ortes. Zu Beginn des 14. Jahrhunderts verlegten die Bewohner der umliegenden Dörfer Dutzum (1022 „Dusunhem“ genannt, nördlich des Weges zwischen Salder und Watenstedt) und Klein-Lebenstedt (am Weg vom alten Dorf Lebenstedt nach Hallendorf) ihren Wohnsitz nach Salder, da ihnen die befestigte Lage des Ortes mehr Sicherheit bieten konnte. Die beiden Dörfer wurden damit aufgegeben und fielen wüst.

### Zugehörigkeit des Ortes
Die Burg Lichtenberg und die umliegenden Orte wie auch Salder gehörten seit der Zeit Heinrichs des Löwen zum Herrschaftsbereich der Welfen. Aus diesem ging 1235 das Herzogtum Braunschweig-Lüneburg hervor, nach dessen Teilung im Jahr 1269 fiel der Ort an das Fürstentum Braunschweig-Wolfenbüttel.
Salder gehörte zum Amt Lichtenberg, das in der Mitte des 15. Jahrhunderts seine größte Ausdehnung erreichte. Nachdem zwischen 1539 und 1542 das Amt Lichtenberg verkleinert wurde und ein Teil des Amtes in das neue Amt Gebhardshagen ausgegliedert worden war, blieb Salder bei Lichtenberg. Als 1714 Herzog August Wilhelm die Nachfolge seines Vaters antrat, wurde Salder zusammen mit Watenstedt zu einem eigenständigen Amts- und Gerichtsbezirk. Herzog Karl I. legte 1774 die Ämter Lichtenberg, Gebhardshagen und Salder zum Amt Salder zusammen, ab 1795 war das Schloss Salder Sitz des Amtes.
Das Königreich Westphalen bestand zwischen dem Frieden von Tilsit 1807 und der Völkerschlacht bei Leipzig 1813. In dieser Zeit gehörte der Kanton Salder zum Distrikt Braunschweig des Oker-Departments. Zum Kanton Salder gehörten aus dem heutigen Salzgitter die Orte Watenstedt, Heerte, Barum, Hallendorf, Lewensiedt (Lebenstedt), Engelnstedt, Bleckenstedt, Sauingen, Üfingen sowie Alvesse mit Wierthe (beide heute Landkreis Peine). Nach dem Wiener Kongress 1814/15 wurde das alte Herzogtum wiederhergestellt und in fünf Distrikte aufgeteilt. Die ehemaligen Kantone Gebhardshagen, Salder und Lesse wurden zum Kreisgericht Salder (später Kreisamt Salder) zusammengefasst und dem Distrikt Wolfenbüttel zugeteilt, der 1832 zur Kreisdirektion Wolfenbüttel wurde.
Nach Ende des Ersten Weltkrieges wurde der Freistaat Braunschweig zum Nachfolger des Herzogtums Braunschweig – ab 1933 als „Land Braunschweig“ – und Salder wurde ein Teil des Kreises Wolfenbüttel. Seit dem 1. April 1942 gehört Salder der neugegründeten Stadt Watenstedt-Salzgitter an – dem heutigen Salzgitter.

### Adelsgeschlecht von Saldern
In Salder beheimatet war das Adelsgeschlecht von Saldern. Mitglieder dieser Familie wurden bereits in der ersten Urkunden von 1161 (Thidericus bzw. Dietrich von Saldern als Zeuge) und 1181 (vier Brüder von Saldern als Zeugen) genannt. Laut Familienbuch stammt die Familie von Sieghard de Rossis ab, der 718 mit Bonifatius nach Germanien gekommen war. Ein Nachfahre sei 870 mit Salder belehnt worden, später benannte die Familie sich dann nach dem Ort. Sitz der Familie war die Burg am Übergang über die Fuhse. Mitglieder der Familie dienten sowohl dem Herzogtum Braunschweig als auch dem Hochstift Hildesheim. Bis ins 14. Jahrhundert entwickelte sich die Familie zu einem der begütertsten Geschlechter in Bereich von Braunschweig-Hildesheim, ihre Besitztümer lagen im gesamten Harzvorland und sie hatten Anteile am Goslarer (Rammelsberg) und Oberharzer Bergbau. Mehrere Mitglieder waren Amtsherren der Burg Lichtenberg, zu dessen Bereich der Ort damals gehörte. 1695 verkaufte die Familie ihren Besitz in Salder an August Wilhelm, den Erbprinzen des Herzogtums Braunschweig-Wolfenbüttel.

### Eisenbahn

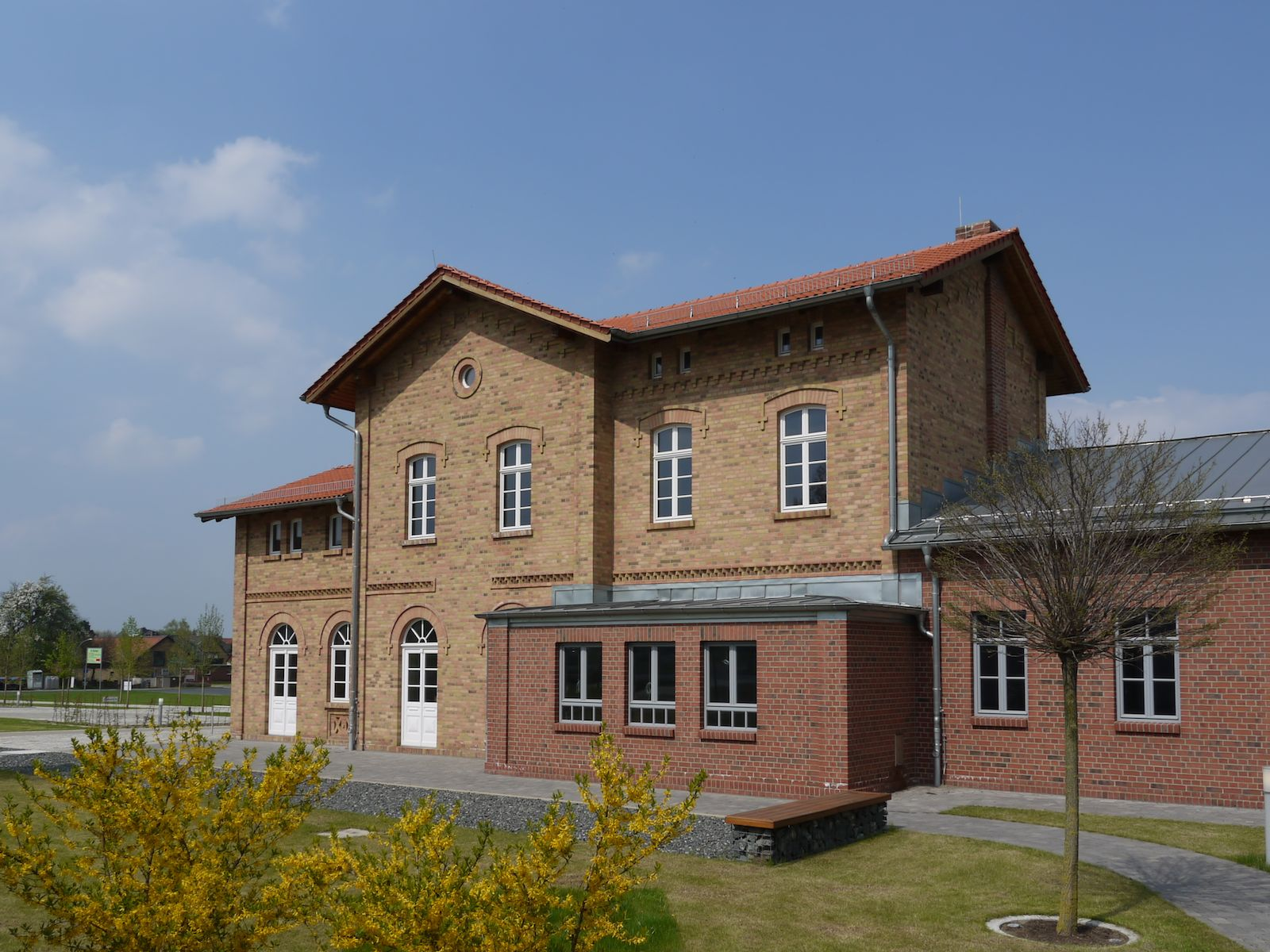
Ehemaliges Bahnhofsgebäude

Die von Braunschweig über Thiede und Salder nach Derneburg führende Bahnstrecke der Braunschweigischen Landes-Eisenbahn-Gesellschaft wurde am 18. Juli 1886 in Betrieb genommen. Größere Bedeutung erhielten die Bahnstrecke und besonders der Bahnhof Salder ab 1937/38 durch den Bau der Reichswerke Hermann Göring, denn die für die Reichswerke bestimmten Güter wurden in Salder über eine eigens eingerichtete Kopframpe für den Weitertransport auf die Straße umgesetzt. Als Lebenstedt 1954 mit der Bahnstrecke Salzgitter-Drütte–Derneburg einen eigenen Bahnanschluss erhielt, wurde der Bahnbetrieb auf der Teilstrecke über Salder eingestellt. Das historische Bahnhofsgebäude wurde verkauft, es wurde zuletzt 2009/10 durch den heutigen Besitzer, die ortsansässige Firma Möhlenhoff GmbH, restauriert und dient der Firma als Firmenzentrale.

### Bevölkerungsentwicklung
Einen ersten Bericht über die Größe Salders findet man in einem Mitte des 16. Jahrhunderts angelegten Erbregister des Amtes Lichtenberg. Zum Ort gehörten in dieser Zeit drei Ackerhöfe, sechs Halbspännerhöfe und 53 Kothöfe, damit zählte Salder damals zu den großen Dörfern. Die ersten Einwohnerliste von 1774 berichtet von 552 Einwohnern, 25 Jahre später hatte der Ort 616 Einwohner. Bis 1900 erhöhte sich die Zahl auf etwa 1000 Bewohner und veränderte sich dann bis zur Mitte der 1930er Jahre nur wenig. Durch den Aufbau des Erzbergbaus und der Reichswerke Hermann Göring stieg die Einwohnerzahl bis 1939 auf über 1200 an. Größere Änderungen ergaben sich nach dem Zweiten Weltkrieg, als durch den Zuzug vieler Flüchtlinge und Heimatvertriebener die Einwohnerzahl bis 1946 um etwa 50 % auf 1822 stieg, das Maximum wurde 1960 mit 2188 Einwohnern erreicht. Seit 2010 sinkt die Zahl der Einwohner und liegt heute bei etwa 1400 Einwohnern.
| Jahr | Einwohner |
| ---- | --------- |
| 1821 | 707       |
| 1848 | 832       |
| 1871 | 851       |
| 1910 | 1014      |
| 1925 | 1023      |
| 1933 | 1023      |
| 1939 | 1222      |
| 1946 | 1852      |
| 1950 | 1986      |

| Jahr | Einwohner |
| ---- | --------- |
| 1960 | 2188      |
| 1970 | 2114      |
| 1980 | 1744      |
| 1990 | 1981      |
| 2000 | 1838      |
| 2006 | 1578      |
| 2010 | 1455      |
| 2012 | 1447      |
| 2014 | 1458      |

| Jahr | Einwohner |
| ---- | --------- |
| 2016 | 1447      |
| 2018 | 1428      |
| 2019 | 1407      |
| 2020 | 1395      |
| 2021 | 1398      |
| 2022 | 1390      |
| 2023 | 1371      |
| 2024 | 1382      |

Quellen:
Die Bevölkerungszahlen von 1821 bis 2000 basieren auf dem Statistischen Jahrbuch des Referats für Wirtschaft und Statistik der Stadt Salzgitter.
Die Bevölkerungsstatistik ab 2001 basiert auf den statistischen Monatsberichten der Stadt Salzgitter (Einwohner mit Hauptwohnsitz) gemäß Melderegister zum Monatsende Dezember.

## Religion

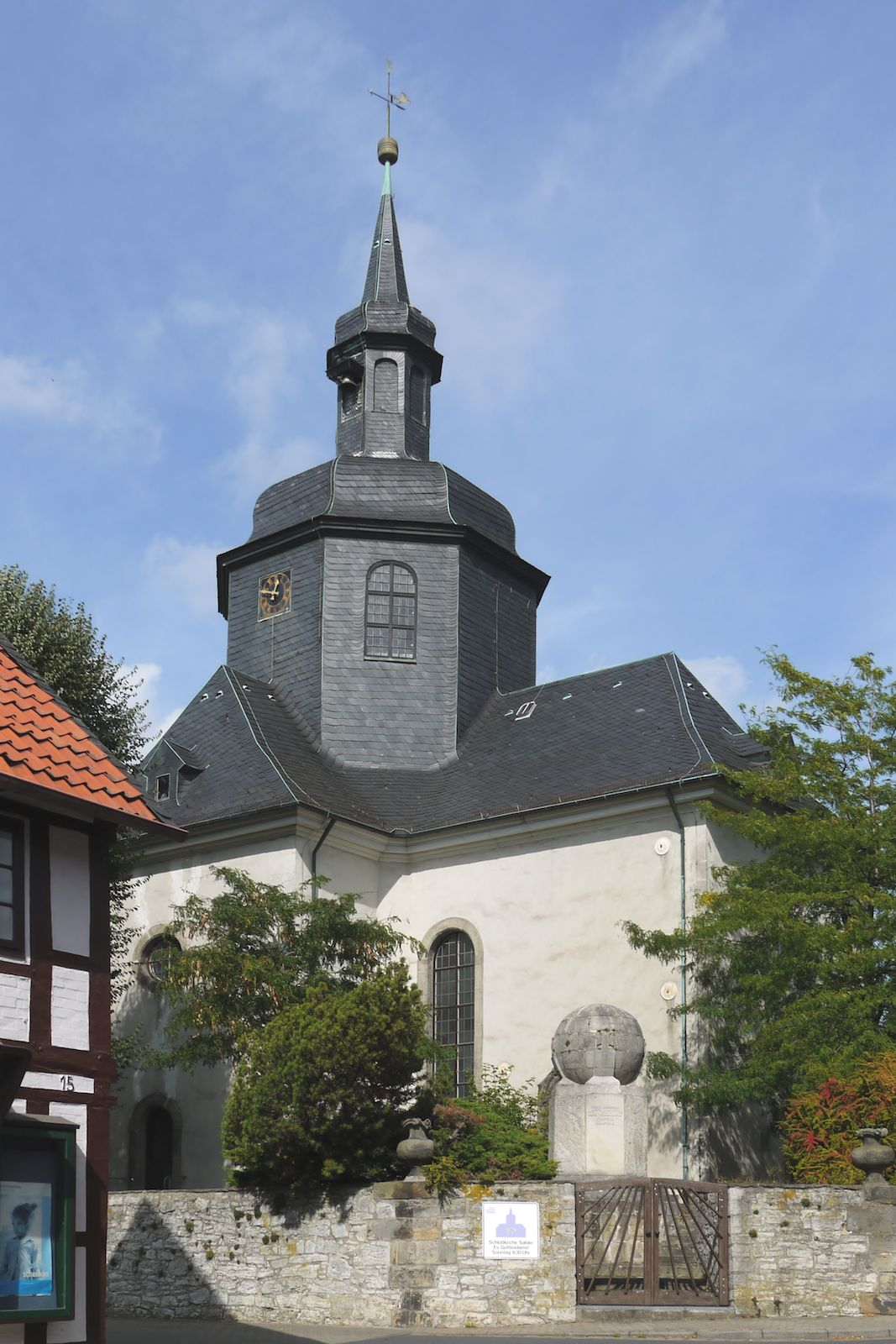
Schlosskirche Salder

Die erste Kirche von Salder ist auf einem Merian-Stich von 1654 dargestellt. Der romanische Kirchturm stammt vermutlich aus dem 11. oder 12. Jahrhundert, das gotische Kirchenschiff wurde wahrscheinlich im 13. Jahrhundert angebaut. Die Reformation wurde 1568 durch Herzog Julius eingeführt, Salder gehörte danach zur Spezialsuperintendentur Barum. Seit 1953 gehört Salder zur Propstei Lebenstedt und bildet zusammen mit der Kirche von Bruchmachtersen einen Pfarrverband.
Die heutige Schlosskirche wurde zwischen 1713 und 1717 durch den Erbprinzen August Wilhelm, der in den Jahren zuvor das Schloss umbauen ließ, an der gleichen Stelle wie die alte Kirche neu errichtet. Baumeister war der Braunschweiger Festungsbaudirektor Völcker, der zuvor schon die Andreaskirche in Seesen gebaut hatte. Die Kirche wurde als Quersaalkirche gebaut. Über der Mitte des Baus erhebt sich eine Vierungskuppel in Form einer Welschen Haube (Geschwungene Haube mit Laterne). Die Glocken wurden in einem provisorischen Gerüst neben der Kirche aufgehängt, das 1769 durch ein Glockenhaus ersetzt wurde. Das Kircheninnere ist streng symmetrisch gestaltet, der Altar steht in der Mitte des Längsarmes, dazu gehört ein Flügelaltar aus dem 16. Jahrhundert. Über dem Altar sind Kanzel und Orgel angebracht. Die Sitzplätze für die Gemeinde befinden sich in der Mehrzahl links und rechts vom Altar und den beiden darüber liegenden Emporen.

## Politik

### Wappen
Das gefräste Wappen stellt einen Schild dar, das in Silber und Weiß die braunschweigische Erbprinzenkrone vom Schloss Salder über einem grünen Talgrund zeigt. Dieses Wappen erinnert daran, dass Salder jahrhundertelang ein Gerichts- und Verwaltungsmittelpunkt für etliche Orte des heutigen Salzgittergebietes und in angrenzenden Teilen der heutigen Kreise Peine und Wolfenbüttel war (Amt Salder).
Das Wappen wurde im Dezember 2005 von einem Dorfausschuss als Ortswappen von Salzgitter-Salder angenommen.

## Kultur und Sehenswürdigkeiten

### Schloss Salder

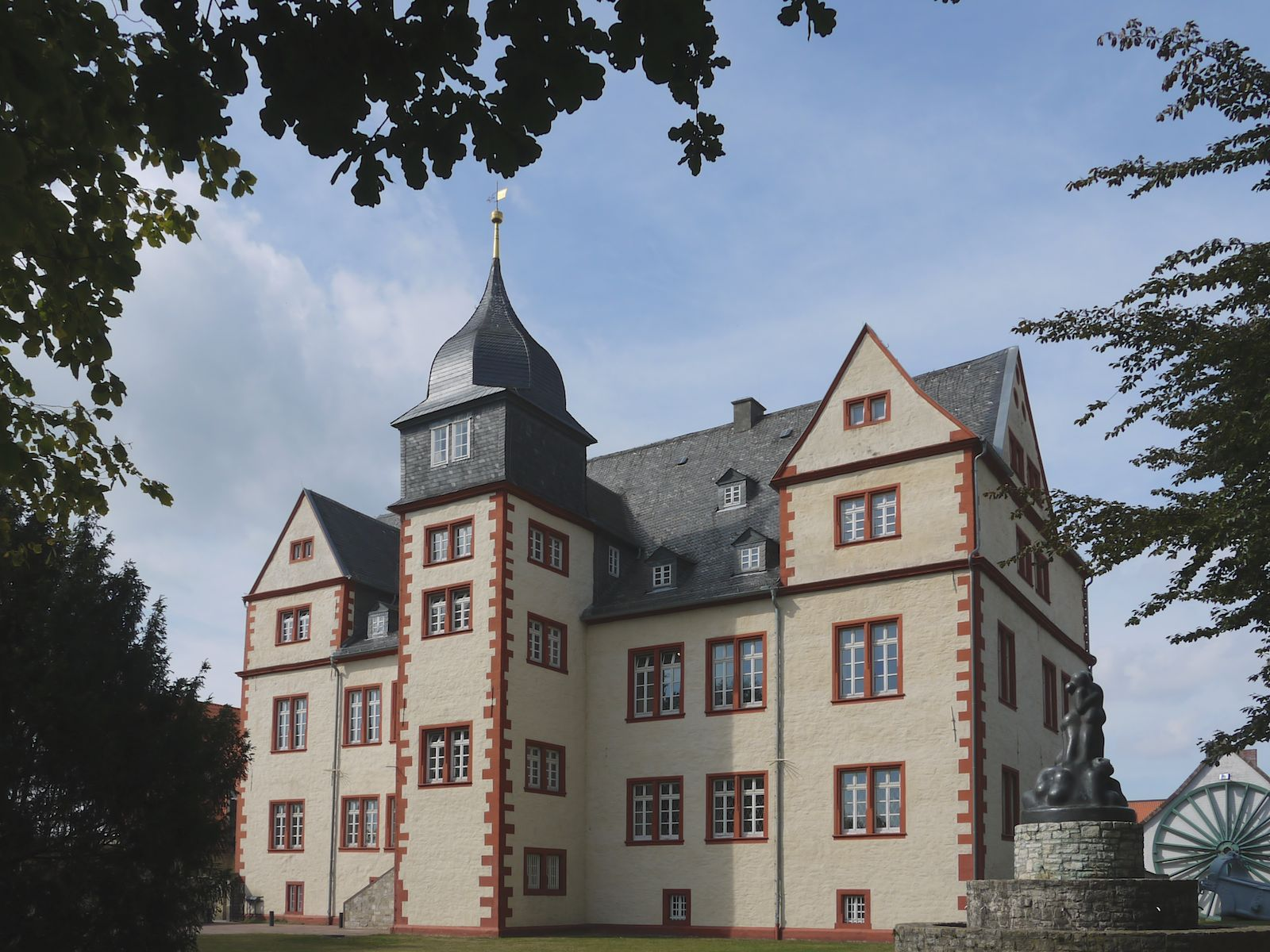
Schloss Salder – Ansicht vom Park

Anfang des 17. Jahrhunderts musste die Familie von Saldern Teile ihres Besitzes verpfänden. Einen Teil der Güter pachtete der Kriegsherr David Sachse (Mitte 16. Jh. bis 1613) aus Wolfenbüttel und baute sich hier nach den Plänen von Hofbaumeister Paul Francke ein Renaissance-Schloss, das nach seinem Bauherrn im Volksmund „Sachsenschloss“ genannt wurde. Sachse verstarb schon 1613, seine Töchter verkauften das Schloss 1623 wieder an die Familie von Saldern. Nachdem der Erbprinz August Wilhelm das Schloss 1695 erworben hatte, ließ er es nach Plänen des Braunschweiger Landesbaumeisters Hermann Korb umbauen und erweitern. 1740 kaufte Herzog Karl I. der Witwe des August Wilhelm das Nutzungsrecht ab und betrieb die Anlage als herzogliche Domäne. 1795 wurde das Schloss auch Sitz des Amtes Lichtenberg/Salder. Nach Ende des Ersten Weltkrieges wurde die Domäne staatlicher Besitz und wurde 1939 von den Reichswerken übernommen. Die Nachfolgerin der Reichswerke, die damalige Salzgitter AG, verkaufte das Schloss 1954 für den symbolischen Preis von einer DM an die Stadt Salzgitter, die das Schloss seit 1962 als Städtisches Museum Schloss Salder nutzt.
Im Schlosshof wird jährlich im Sommer unter dem Titel "Kultursommer" eine Reihe von Open-Air-Veranstaltungen durchgeführt. Dabei reicht die Palette von Kleinkunst bis hin zu Konzerten mit namhaften Musikbands, wie Blackmore’s Night, Fury in the Slaughterhouse, Reamonn, Ten Years After, Santiano sowie zuletzt Jethro Tull und Nico Santos (2022) bzw. Milow und Angelo Kelly (2023).

### Schlosskirche St. Maria Magdalena
Die Schlosskirche St. Maria Magdalena in Salzgitter-Salder (auch Schlosskirche Salder genannt), wurde zwischen 1713 und 1717 vom Erbprinzen von Braunschweig-Wolfenbüttel, August Wilhelm, nach den Plänen des Braunschweiger Festungsbaudirektors Völcker an der Stelle einer Vorgängerkirche gebaut.

### Bockwindmühle

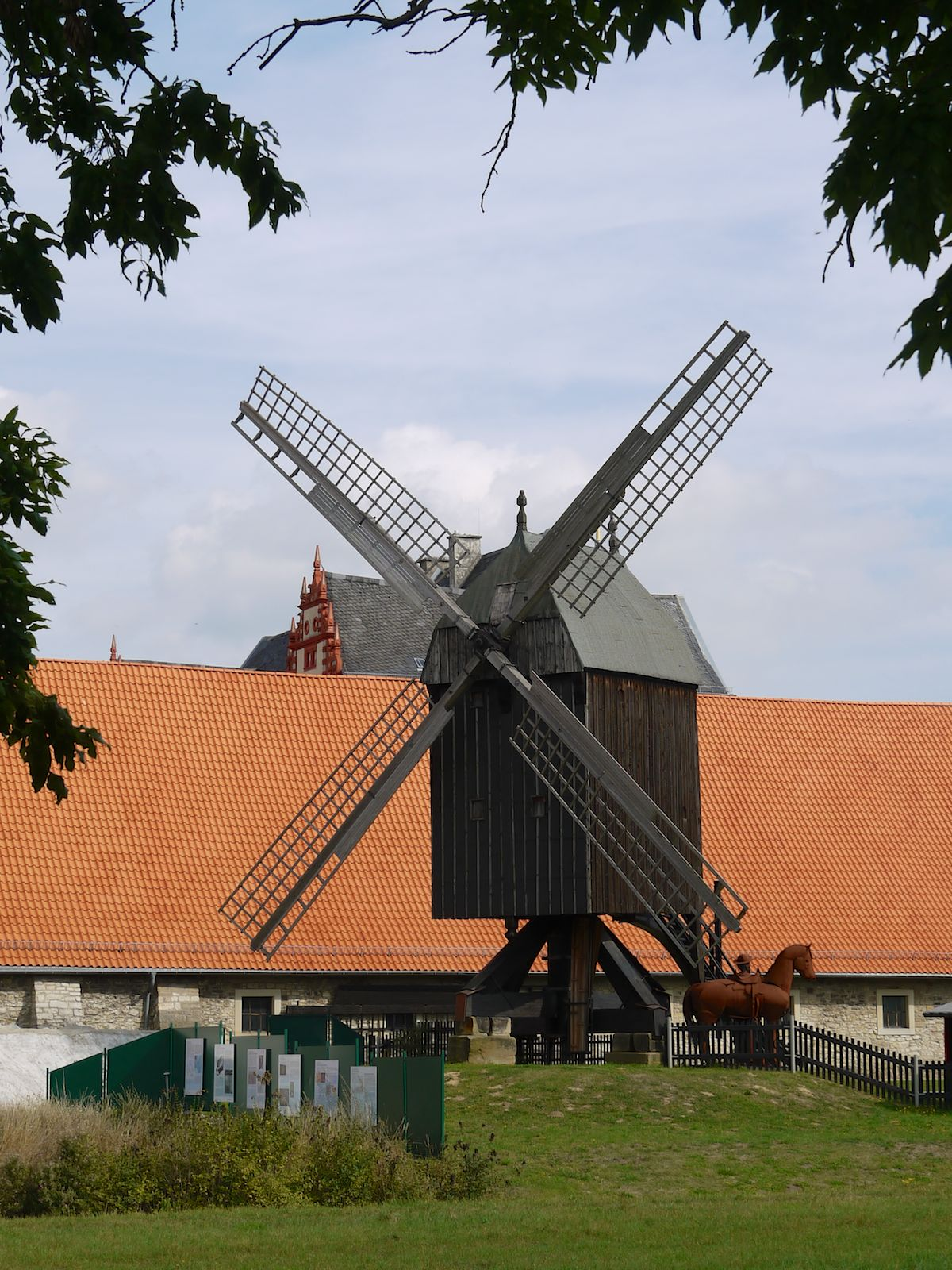
Ehemalige Osterlinder Bockwindmühle am Museum

Seit 1984 steht die ehemalige Osterlinder Bockwindmühle im Außenbereich des Schlosses Salder. Ursprünglich stand diese Mühle in der Nähe des Bahnhofs Osterlinde. Diese Mühle wurde 1566 erstmals erwähnt, 1770 erwarb ein Johann Peter Berking aus Salder die Mühle zusammen mit der Lesser Mühle. 1814 wurde die baufällig gewordene Mühle neu erbaut und 1878 näher an eine ebenfalls Berking gehörende Wassermühle umgesetzt. Nach weiteren Verkäufen wurde die Mühle 1978 der Stadt Salzgitter geschenkt, die diese mit weiterer Unterstützung restaurieren ließ. Die Mühle wurde 1984 auf der Hannover Messe gezeigt und danach an ihren heutigen Standort beim Museum umgesetzt.

### Amtsgericht Salder

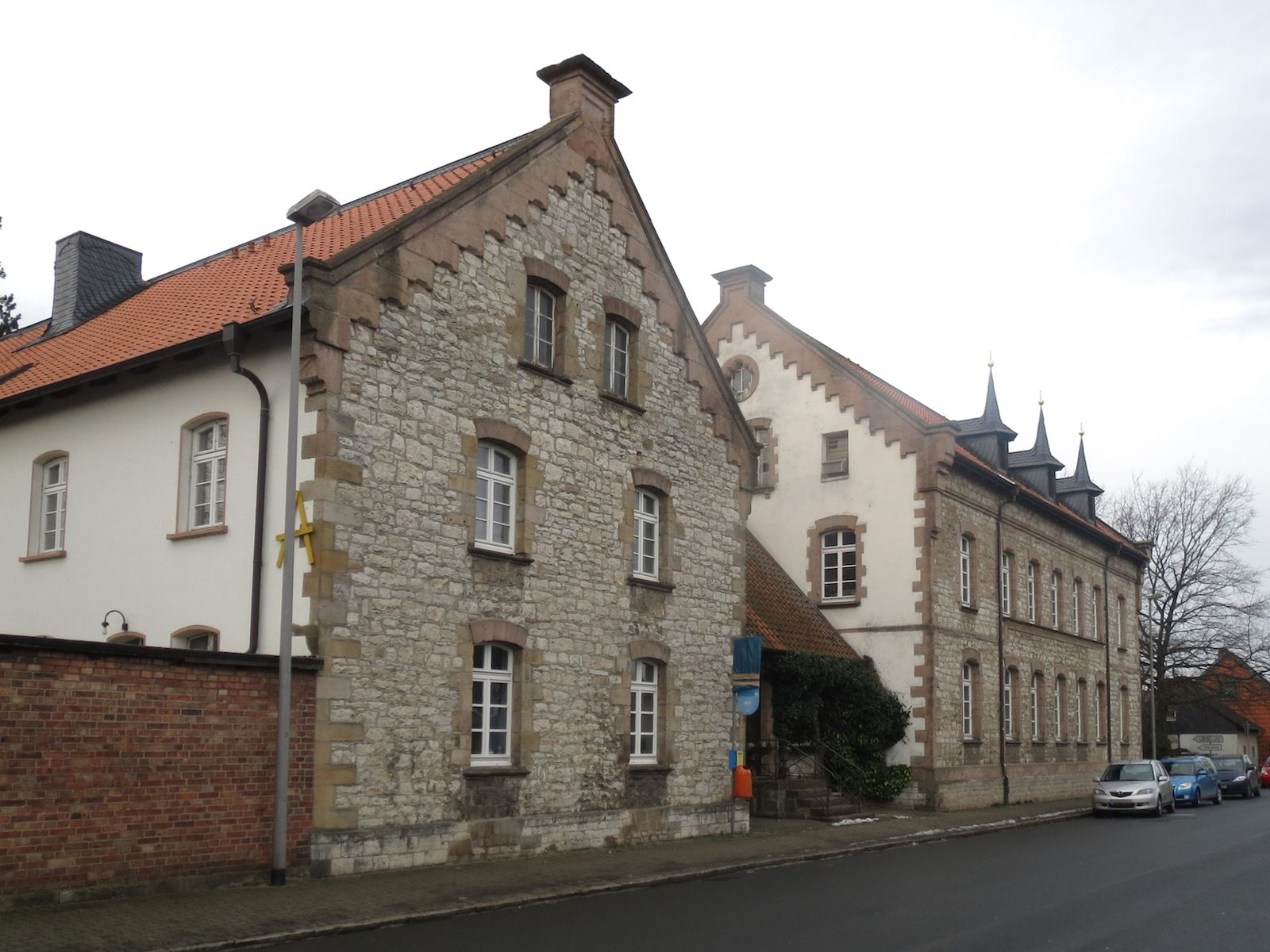
Salder: Ehemaliges Amtsgericht – Ansicht von Osten

Das Saldersche Amtsgericht, das 1850 bereits für 30 Gemeinden zuständig war, hatte seine Amtsräume im Gerichtsgebäude des Schlosshofes. Da diese damals schon baufällig waren, hatte die Domänenverwaltung einen Neubau erwogen, für den das alte Gerichtsgebäude weichen musste. Die Planungen für den Bau begannen 1861, 1866/67 wurde das Gebäude an der Straße nach Heerte (heute Gerichtsweg) erbaut und bezogen. Das aus Kalksandstein errichtete Gebäude bestand aus drei Teilen. In der Mitte das Hauptgebäude, das im Erdgeschoss die Diensträume und im Obergeschoss die Wohnung des Amtsrichters beherbergte. Östlich schloss sich das Gefängnis an, westlich die Funktionsräume wie Remise, Stall und Waschküche. Im Jahr 1982 verlegte das Amtsgericht seinen Sitz nach Lebenstedt, das Gebäude in Salder wurde verkauft. Es befindet sich heute in Privatbesitz und wurde zwischenzeitlich umfangreich renoviert.
Für die Behördengeschichte des Amtsgerichts siehe Amtsgericht Salder.

### Vereinswesen
Der 1892 gegründete Sportverein VfL Salder e. V. gilt als Traditionsverein. Neben dem Reitverein Salzgitter e. V. gibt es weitere Vereine wie die Elterninitiative und die Trachtengruppe. In Salder stationiert sind auch das THW (Technisches-Hilfswerk), das DRK (Deutsches-Rotes-Kreuz) und der ASB (Arbeiter-Samariter-Bund), sowie die 1874 gegründete Freiwillige Feuerwehr.

## Wirtschaft und Infrastruktur

### Land- und Forstwirtschaft
Zur Zeit der Flurbereinigung (Separation und Verkoppelung), die in Salder ab 1855 durchgeführt wurde, umfasste die Feldmark von Salder etwa 2500 Morgen (ein Morgen hatte damals 120 Quadratruthen zu 20,85 m²), war also ca. 520 ha groß. 2011 wurde die Gesamtfläche Salders von der Stadt Salzgitter mit 817,8 ha angegeben, davon wurden 595,8 ha landwirtschaftlich und 15,8 ha forstwirtschaftlich genutzt. Die Zahl der landwirtschaftlichen Betriebe, von denen es in Salder 1951 noch 39 gab, war bis 1975 auf 15 gesunken. Im Jahr 2011 gibt es nur noch vier Vollerwerbs- und einen Nebenerwerbsbetrieb.
Im Südwesten des Ortes liegt die Revierförsterei Salder, die einen Teil der Wälder des nahen Salzgitter-Höhenzuges verwaltet.

### Verkehr
Bis in die 1970er Jahre erinnerte noch die Bahnhofsstraße an den früheren Eisenbahnanschluss. Heute wird der Stadtteil durch öffentliche Buslinien versorgt. Die Bundesautobahn 39 mit der Anschlussstelle „Salzgitter-Lebenstedt-Süd/Salzgitter Salder“ verläuft westlich der Gemeinde.
Zur Entwicklung des Postwesens in Salder siehe: Postroute Wolfenbüttel-Harzburg.